# Fonteius Capito (consul en 67)
Pour les articles homonymes, voir Caius Fonteius Capito.
(Publius?) Fonteius Capito (fl. 67) est un homme politique de l'Empire romain.

## Famille
Fils ou petit-fils de Caius Fonteius Capito, consul en 12, et frère de Caius Fonteius Capito, consul en 59.

## Biographie
Il est consul en 67 avec pour collègues Lucius Iulius Rufus.